# Ceroplastes lamborni
Ceroplastes lamborni är en insektsart som beskrevs av Robert Newstead 1917. Ceroplastes lamborni ingår i släktet Ceroplastes och familjen skålsköldlöss.
Artens utbredningsområde är Nigeria. Inga underarter finns listade i Catalogue of Life.